# D-Noy Muzik
D-Noy Muzik est un label de musique fondé par Daniel Desnoyers en juin 1999 au sein du Groupe Donald K. Donald. En 2003, DKD D-Noy Muzik devient D-Noy Muzik, dont Dan Desnoyers en est désormais le seul propriétaire. D-Noy sort tous ses albums sur ce label.

## Albums
| Année | Titre               | Date de sortie |
| ----- | ------------------- | -------------- |
| 1998  | DanseXpress Vol. 1  |                |
| 1998  | DanseXpress Vol. 2  |                |
| 1999  | DanseXpress Vol. 3  |                |
| 2000  | Spin Vol. 1         |                |
| 2000  | DanseXpress Vol. 4  |                |
| 2000  | DanseXpress Vol. 5  |                |
| 2000  | DanseXpress Vol. 6  |                |
| 2000  | Touchdown 2000      |                |
| 2001  | Le Beat Vol. 1      | 16 janvier     |
| 2001  | Spin Vol. 2         | 10 avril       |
| 2001  | Le Beat Vol. 2      | 7 août         |
| 2001  | Spin Vol. 3         | 30 octobre     |
| 2002  | Le Beat Vol. 3      | 15 janvier     |
| 2002  | Spin Vol. 4         | 28 mai         |
| 2002  | Le Beat Vol. 4      | 1er septembre  |
| 2002  | Radioactif 1        | 19 novembre    |
| 2003  | Spin Vol. 5         | 25 février     |
| 2003  | Le Beat Vol. 5      | 20 mai         |
| 2003  | Spin Vol. 6         | 7 octobre      |
| 2004  | Le Beat Vol. 6      | 27 janvier     |
| 2004  | Tandem              | 15 juin        |
| 2004  | Power Spin Vol. 1   | 28 septembre   |
| 2005  | Le Nightclub Vol. 1 | 22 mars        |
| 2005  | Power Spin Vol. 2   | 21 juin        |
| 2005  | Le Nightclub Vol. 2 | 25 octobre     |

| Année | Titre                     | Date de sortie |
| ----- | ------------------------- | -------------- |
| 2006  | Power Spin Vol. 3         | 21 février     |
| 2006  | Le Nightclub Vol. 3       | 30 mai         |
| 2006  | In Da House Vol. 1        | 19 septembre   |
| 2007  | Live at Pacha Club Ibiza  | 23 janvier     |
| 2007  | In Da House Vol. 2        | 8 mai          |
| 2007  | Club Sound Vol. 1         | 11 septembre   |
| 2008  | Live at Pacha Club Egypt  | 29 janvier     |
| 2008  | Summer Session 2008       | 20 mai         |
| 2008  | In Da House Vol. 3        | 30 septembre   |
| 2009  | Live at Pacha Club Brazil | 27 janvier     |
| 2009  | Summer Session 2009       | 26 mai         |
| 2009  | In Da House Vol. 4        | 29 septembre   |
| 2010  | Live at Pacha Club Moscow | 26 janvier     |
| 2010  | Summer Session 2010       | 25 mai         |
| 2010  | In Da House Vol. 5        | 14 septembre   |
| 2011  | Winter Session 2011       | 1er février    |
| 2011  | Summer Session 2011       | 24 mai         |
| 2011  | In Da House Vol. 6        | 29 août        |
| 2012  | Winter Session 2012       | 21 février     |
| 2012  | Summer Session 2012       | 19 juin        |
| 2012  | In Da House 2013          | 30 octobre     |
| 2013  | Winter Session 2013       | 26 février     |
| 2013  | Summer Session 2013       | 18 juin        |
| 2013  | In Da House 2014          | 29 octobre     |
| 2014  | Pacha Ibiza               | 18 février     |

| Année | Titre               | Date de sortie |
| ----- | ------------------- | -------------- |
| 2014  | Summer Session 2014 | 17 juin        |
| 2014  | In Da House 2015    | 27 octobre     |
| 2015  | Winter Session 2015 | 17 février     |
| 2015  | Summer Session 2015 | 9 juin         |
| 2015  | In Da House 2016    | 16 octobre     |
| 2016  | Winter Session 2016 | 26 février     |
| 2016  | Summer Session 2016 | 10 juin        |
| 2016  | In Da House 2017    | 4 novembre     |
| 2017  | Summer Session 2017 | 23 juin        |
| 2018  | Winter Session 2018 | 23 mars        |

## Artistes
Liste d'artistes signés sur D-Noy Muzik.
- Ben DJ
- Benji de la House
- Ben Simons
- CJ Stone
- Daniel Desnoyers
- Danni Rouge
- Danny Dove
- DJ M.E.G. and Timati
- DJs from Mars
- Felix Cartal
- Global Deejays
- Javi Mula
- Jean Elan
- Joachim Garraud
- Klaas
- Kurd Maverick
- Lady Alexandra T.
- Made in June
- Mathieu Bouthier
- Menini & Viani
- Mischa Daniels
- Molella
- Nari & Milani
- Neils Van Gogh
- Peakafeller
- Ricky Monaco
- Serebro
- Sophie Ellis Bextor
- Spankox
- Spankers
- Sunny Marleen
- The Cube Guys
- Tony Star